# Pascal Pierre
Pascal Pierre, né le 28 mai 1968 à Caen, est un joueur de football français.
Il jouait au poste de défenseur, principalement latéral droit même s'il pouvait jouer dans l'axe. 

## Biographie
Professionnel à partir de 1987 au Stade brestois, son club formateur, il ne peut empêcher le club de descendre en Division 2 à l'issue de la saison. Le club breton remonte en première division la saison suivante. Le président du club brestois, François Yvinec, a des ambitions énormes, mais la mayonnaise ne prend jamais, malgré le recrutement de joueurs de premier plan, comme par exemple Roberto Cabanas.

Les ambitions hors-normes de François Yvinec plomberont les finances du club, qui se retrouve rétrogradé en 1991, malgré un maintien assuré sur le terrain. Pascal Pierre reste fidèle à son club formateur, malgré la situation financière précaire et la rétrogradation en Division 2.

 Mais à la fin de l'année 1991, la liquidation du club brestois pour des raisons financières est prononcée et ce donc en cours de saison 1991-1992.

Il décide de quitter Brest et de rejoindre le FC Metz, où il remporte son unique titre, la Coupe de la Ligue en 1996 et découvre la Coupe d'Europe, via la Coupe de l'UEFA, où le club messin atteint les 1/8 de finales.

 Il devient ainsi un des symboles de la réussite du club messin durant cette période, avec en point d'orgue la participation du club au Tour Préliminaire de la Ligue des Champions en 1999, perdu contre le HJK Helsinki.

À la fin de sa carrière professionnelle, en 2002, il sera devenu un exemple de ces « joueurs de club », un profil qui tend à disparaître avec l'ouverture du marché européen du football consécutive à l'arrêt Bosman, puisqu'il n'aura connu que deux clubs durant sa carrière.

## Reconversion
En 2003, il devient propriétaire d'un tabac-presse à Vannes.

## Palmarès
- Vainqueur de la Coupe de la Ligue en 1996 avec le FC Metz
- Vice-champion de France en 1998 avec le FC Metz
- Finaliste de la Coupe de la Ligue en 1999 avec le FC Metz

## Statistiques
Il réalise quatorze de ses seize saisons professionnelles en Division 1. Il compte 376 matchs à ce niveau, pour 8 buts, et un total de 458 matchs toutes compétitions confondues. 